# The Panic Broadcast
The Panic Broadcast – ósmy album szwedzkiej melodic death metalowej grupy Soilwork. Premiera płyty przewidziana jest na 2 lipca 2010 nakładem Nuclear Blast.

## Lista utworów
Źródło.
1. „Late for the Kill, Early for the Slaughter” - 4:09
2. „Two Lives Worth of Reckoning” - 4:56
3. „The Thrill” - 4:33
4. „Deliverance Is Mine” - 3:50
5. „Night Comes Clean” - 5:12
6. „King of the Threshold” - 4:57
7. „Let This River Flow” - 5:20
8. „Epitome” - 4:44
9. „The Akuma Afterglow” - 4:29
10. „Enter Dog of Pavlov” - 5:36